# Антиф (сын Приама)
Антиф (др.-греч. Ἀντιφος) — персонаж греческой мифологии, сын троянского царя Приама. Один из героев поэмы Гомера «Илиада».

## В мифологии
Согласно Гомеру и Псевдо-Аполлодору, Антиф был сыном троянского царя Приама и его жены Гекубы. Псевдо-Гигин называет его в числе других приамидов без указания матери. Иоанн Цец пишет, что Антиф был внебрачным сыном, но этот автор явно спутал царевича с его единокровным братом Исом.
Антиф участвовал в боях с ахейцами под стенами Трои. По данным Гомера, Ахилл захватил этого царевича в плен вместе с Исом, но позже отпустил за выкуп. В одной из схваток в четвёртой песни «Илиады» Антиф попытался поразить копьём Аякса Теламонида, но промахнулся и попал в пах другу Одиссея Левку. Тот погиб на месте. Одиссей хотел отомстить, но Антиф смог избежать смерти. В одиннадцатой песни «Илиады» он снова появился среди сражающихся — на этот раз в колеснице, которой правил его брат Ис. Царь Микен Агамемнон убил обоих, причём Антифа он ударил мечом по голове. Согласно Гомеру, снимая с павших доспехи, Агамемнон вспомнил, как Ахилл вёл их со связанными руками.
Диктис Критский пишет, что Антиф погиб во время боя перед кораблями.